# Livada, Satu Mare
Livada là một thị xã thuộc hạt Satu Mare, România. Dân số thời điểm năm 2002 là 7003 người.